# جبل عين شونة
جبل عِين شُونَة جبل يقع في معتمدية سجنان بولاية بنزرت بالشمال التونسي، شمال غرب مدينة ماطر وشرق مدينة سجنان. يبلغ ارتفاعه 513 م.